# Florida (Honduras)
Florida (uit het Spaans: "De bloemrijke") is een gemeente (gemeentecode 0410) in het departement Copán in Honduras. De gemeente grenst aan Guatemala.
Aan het eind van april is hier een feest, waar diverse traditionele activiteiten plaatsvinden: het zingen van aubades, de carrera de cintas (een wedstrijd te paard waar men met een stok een soort riem probeert te pakken), klimmen in met vet ingesmeerde palen, rodeo's, zaklopen, verkiezing van de koning en de koningin van het feest...

## Geschiedenis
In de 19e eeuw had Don Francisco Pineda op deze plaats een rundveehouderij. Meer mensen uit Santa Rosa de Copán vestigden zich in het gebied. Zo ontstond in 1836 een dorp dat San José de Yulpates werd genoemd. In dat jaar verdeelde men een deel van de grond in ejido's. Het dorp hoorde bij de gemeente La Jigua. In 1848 deed Don Francisco met enkele anderen het verzoek om het een onafhankelijke gemeente te laten worden. Hij had zelf de naam Florida bedacht, als een verwijzing naar zijn bloemrijke velden. Niettemin werd de gemeente pas in 1875 zelfstandig.

## Bevolking
De bevolking is als volgt verdeeld:
| Vrouwen | 14.715 | 50,5% |
| Mannen  | 14.419 | 49,5% |

## Dorpen
De gemeente bestaat uit 27 dorpen (aldea), waarvan de grootste qua inwoneraantal: Florida (code 041001), Potrerillos (041028) en Pueblo Nuevo (041029).